# Église Saint-Blaise de Sarrewerden
L'église Saint-Blaise est un monument historique situé à Sarrewerden, dans le département français du Bas-Rhin.

## Historique
La première mention d’un lieu de culte à Sarrewerden date de 1342. Il ne s’agit alors que d’une chapelle dont la localisation est mal déterminée. Elle est détruite en 1348 et reconstruite à l’entrée du château, face au pont traversant la Sarre. Ce nouvel édifice sert de chapelle castrale pour les comtes de Sarrewerden et accueille les fidèles du village en semaine, ceux-ci étant toutefois invités à se rendre à l’église de leur paroisse les dimanches et pour les sacrements.
Dans les années 1470, le comte de Nicolas de Moers-Sarrewerden cherche à construire une église pour héberger un chapitre de chanoines réguliers de l’Ordre de Saint Augustin. L’entreprise est néanmoins rendue difficile par ses difficultés financières, qui l’obligent à contracter des emprunts et à engager son comté. La construction se déroule probablement dans une période comprise entre 1475 et 1500, étant certain que les travaux sont déjà commencés en 1482 et que l’église dispose d’un prieur, et est donc fonctionnelle, en 1495. En outre, des rentes sont déjà versées à des chanoines en 1488, ce qui laissent à penser que le chapitre pouvait déjà siéger à cette date.
La nef est construite dans la deuxième moitié du XVIe siècle.
Le chœur est classé monument historique le 3 juillet 1900, suivi d’une inscription de la nef sur la liste supplémentaire le 21 janvier 1934.

## Architecture

### Disposition générale
D’une longueur totale de 31,90 m, l’église est divisée en deux espaces, le chœur et la nef, visuellement distincts tant à l’intérieur qu’à l’extérieur. Elle ne comporte pas de transept. Une sacristie et une tourelle d’escalier sont adossés au chœur du côté nord. À l’exception des chaînages d’angle, des contreforts et des baies, qui sont appareillés en grès, elle est entièrement construite en moellons enduits. Les toitures sont à double pans et couvertes de tuiles. Celle du chœur atteint 17,40 m de haut à son faîte, mais celle de la nef est plus basse, avec un décrochement nettement marqué. Un petit clocheton hexagonal couvert d’ardoise la surplombe.

### Chœur
Le chœur, dont les dimensions intérieures sont de 12,20 m de long et 6,30 m de large, compte deux travées droites et s’achève par un chevet à cinq pans. De style gothique tardif, il est couvert par une voûte en étoile qui retombe sans support intermédiaire sur six colonnettes dans l’abside et prend naissance directement dans les parties hautes du mur dans la première travée. À l’extérieur, ces voûtes sont contrebutées par des contreforts.
La clé de voute de l’arc-doubleau séparant la première de la deuxième travée droite est annulaire et celle du doubleau suivant porte un écu orné d’une étoile à six raies d’azur. Les deux clés de liernes et la clé de tierceron axiale sont quant-à elles en forme de roses d’or sur fond d’azur. Les douze autres clés de tiercerons sont décorées d’écus sur lesquels se retrouvent les deux précédents motifs, ainsi que quatre fleurs de lys d’or sur champ de gueules. Les voûtains sont également peints, sans que l’origine des couleurs ne soit clairement établie.

### Nef
Longue de 17 m, la nef a la particularité de prendre la forme d’un trapèze, sa façade occidentale étant oblique. Elle comporte un vaisseau unique plafonné.
La façade occidentale comporte à mi-hauteur deux rangées de corbeaux dont la fonction n’est pas clairement établie : ils ont pu servir de support à un auvent protégeant le portail ou à une galerie couverte permettant d’accéder à la loge seigneuriale ou au chemin de ronde du château.

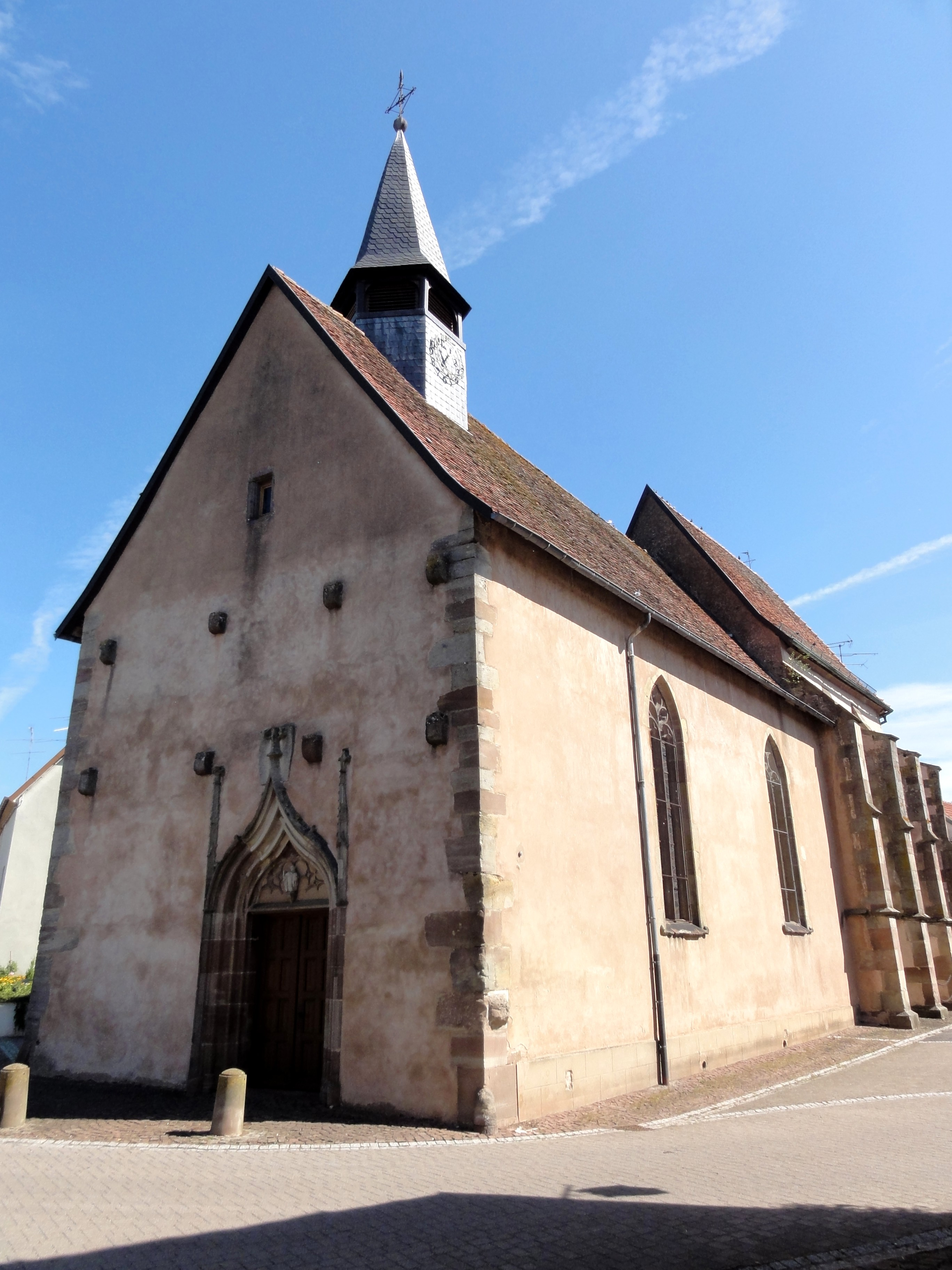
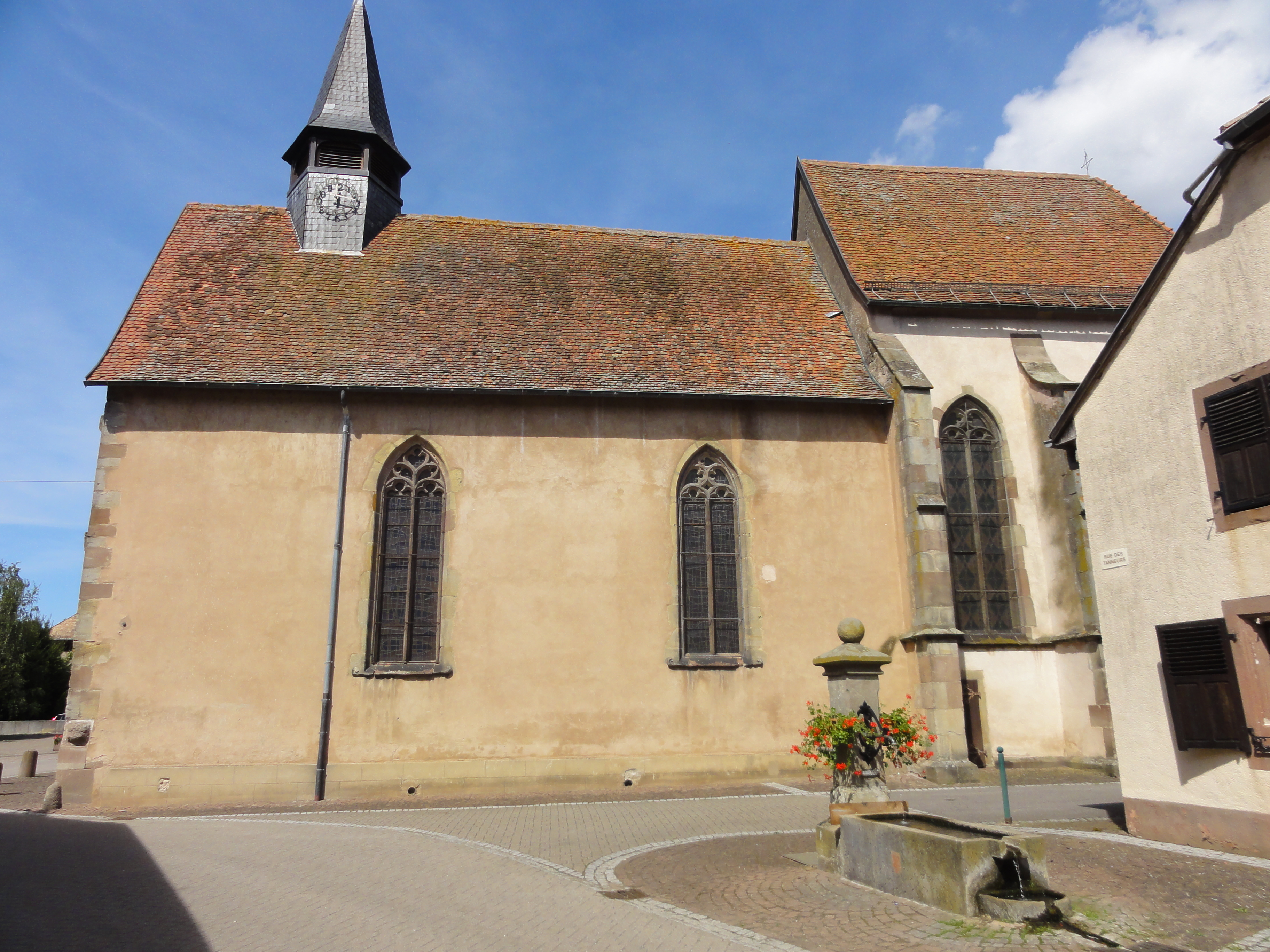
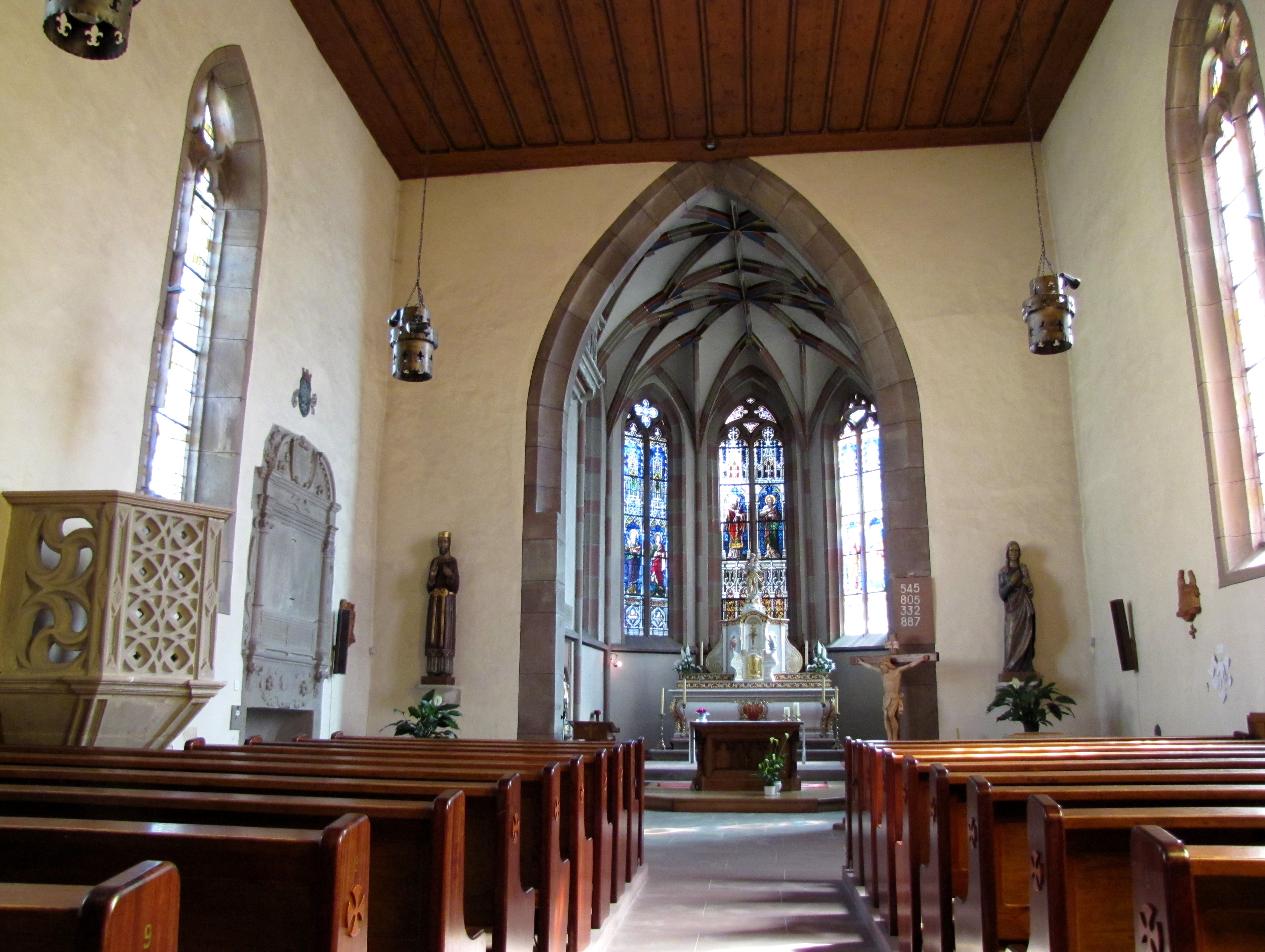
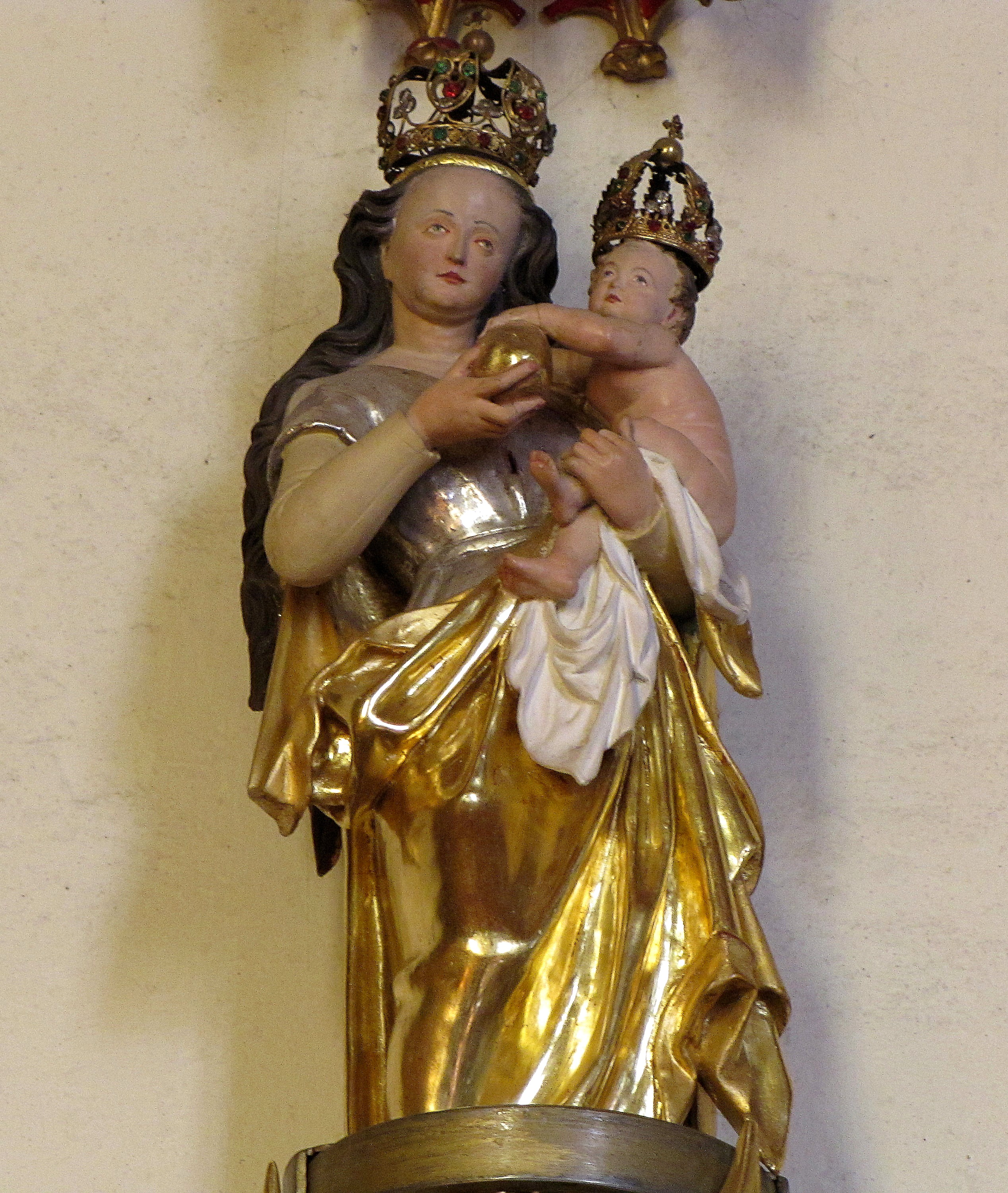
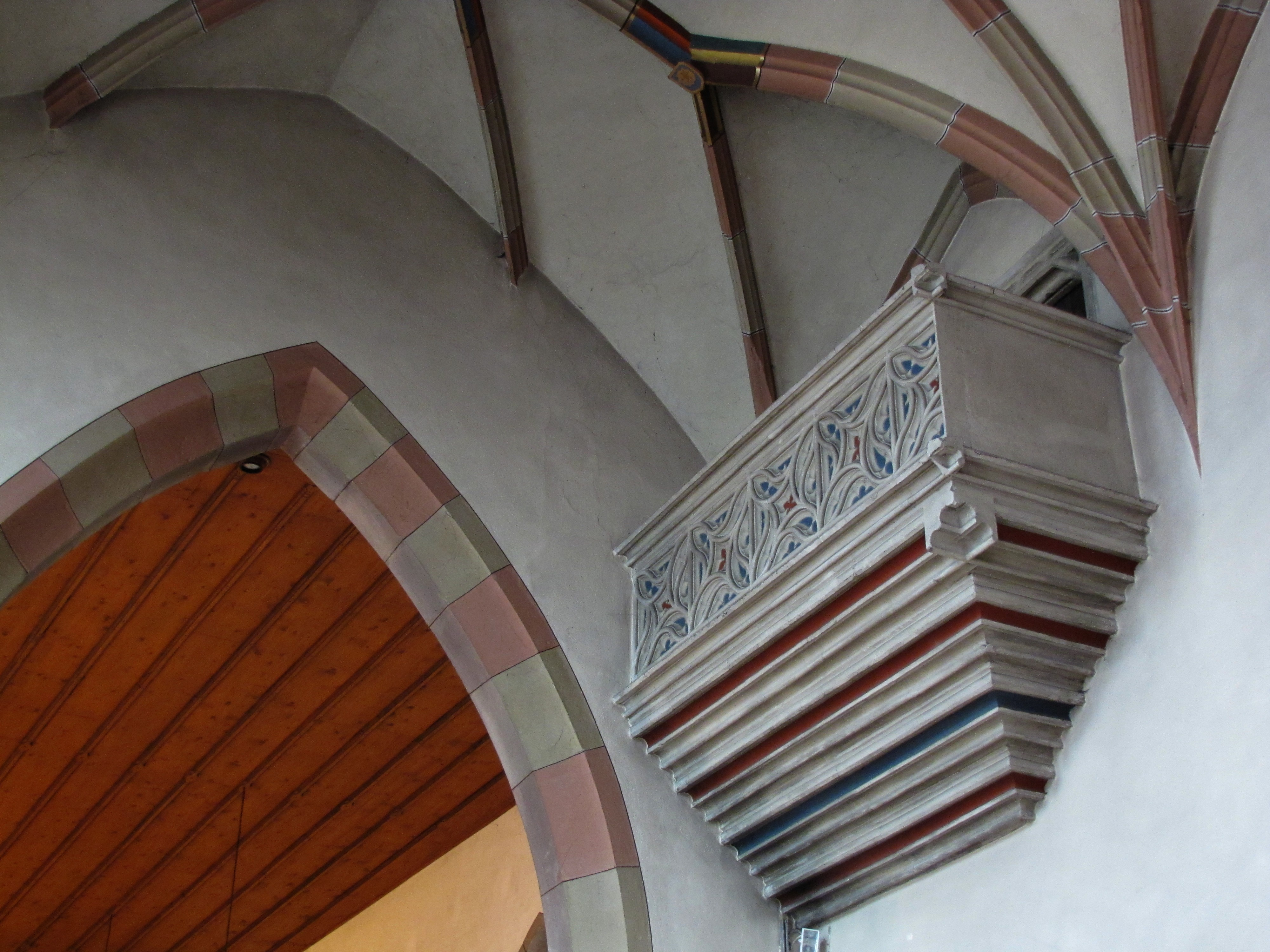
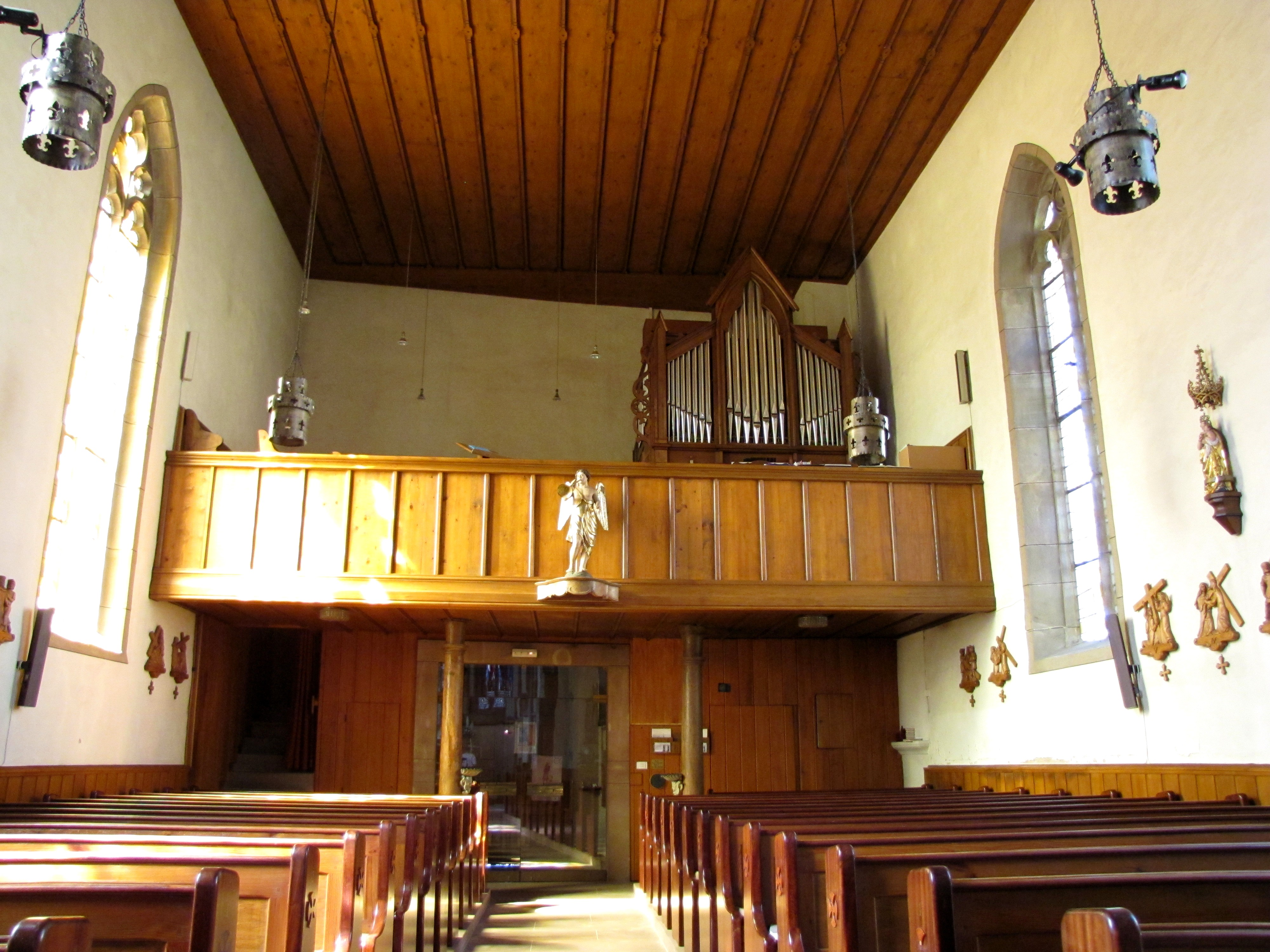